# Brassac-les-Mines

Brassac-les-Mines este o comună în departamentul Puy-de-Dôme, Franța. În 1 ianuarie 2022 avea o populație de 3.380 de locuitori.